# Neotheronia ruwenzorica
Neotheronia ruwenzorica är en stekelart som först beskrevs av Pierre L. G. Benoit 1952.  Neotheronia ruwenzorica ingår i släktet Neotheronia och familjen brokparasitsteklar. Inga underarter finns listade i Catalogue of Life.